# Obrštín
Obrštín (1008 m) – dwuwierzchołkowy szczyt w Niżnych Tatrach na Słowacji Wznosi się w bocznym grzbiecie, oddzielającym się w Dziurkowej od głównego grzbietu Niżnych Tatr w kierunku południowym. Grzbiet ten oddziela doliny Jaseniańską (na zachodzie) i Łomnistą (na wschodzie). W kierunku od Dziurkowej na południe kolejno wyróżnia się w nim: Struhárske sedlo (1355 m), Struhár (1471 m) i Obrštín (1008 m). Znajduje się w obrębie miejscowości Jasenie. 
Obrštín jest obecnie całkowicie porośnięty lasem. Dawniej było na nim jednak wiele polan, na lotniczych zdjęciach słowackiej mapy widoczne są bowiem na nim trawiaste tereny zarastające młodnikiem. Jego zboczami prowadzą drogi leśne wychodzące z leśniczówki Predsucha. Prowadzi się na nim normalną gospodarkę leśną, znajduje się bowiem poza obrębem Parku Narodowego Niżne Tatry. Nie prowadzi przez niego żaden szlak turystyczny.